# سول ألينسكي
سول ديفيد ألينسكي (بالإنجليزية: Saul Alinsky)‏ (30 يناير 1909 - 12 يونيو 1972): منظِّم مجتمعيّ وكاتب أمريكي. يُعد مؤسس التنظيم المجتمعي الحديث، وغالبًا ما يُذكَر بكتابه «قواعد للراديكاليين» (1971).
على مدى 4 عقود تقريبًا من التنظيم السياسي واجه ألينسكي انتقادات كثيرة، لكنه مع هذا حصد ثناء كبيرًا من مشاهير كثير. تركزت مهاراته التنظيمية في تحسين الظروف المعيشية للمجتمعات الفقيرة في شتى أنحاء الولايات المتحدة. في خمسينيات القرن الماضي وجه تركيزه إلى تحسين الظروف المعيشية في أحياء السود، بدءًا بشيكاغو، ثم أحياء كاليفورنيا وميشيغان ونيويورك وعشرات من «مناطق المشكلات».
في الستينيات تبنى آراءه بعضُ الطلاب الأمريكيين الجامعيين وغيرهم من المنظِّمين الشباب في زمن الثقافة المضادة، ووظفوها في استراتيجياتهم التنظيمية في الجامعة وما بعدها. في 1970 كتبت مجلة تايم «لا نبالغ إن قلنا إن الديمقراطية الأمريكية تتغير بأفكار ألينسكي». وفي 1966 قال المؤلف المحافظ ويليام باكلي جونيور إن ألينسكي «يكاد يكون عبقريًّا تنظيميًّا».

## حداثته
ولد سول ديفيد ألينسكي في 1909 في شيكاغو بإلينوي، وكان الابن الوحيد الناجي في زواج أبيه بنجامين ألينسكي بزوجته الثانية سارة تانِنْباوم ألينسكي -وكانا مهاجريْن روسيين يهوديين-. صرح ألينسكي في حوار له بأن والديه لم يشاركا قط في «الحركة الاشتراكية الجديدة»، مضيفًا أنهما كانا «يهودييْن صارمين، دارت حياتهما حول العمل والكَنِيس... وأذكر أنهما أخبراني في طفولتي بمدى أهمية الدراسة». درس بمدرسة مارشال الثانوية في شيكاغو حتى انفصل والداه، فعاش مع أبيه الذي انتقل إلى كاليفورنيا، وتخرج في مدرسة هوليوود الثانوية في 1926.
من أجل تربيَته اليهودية الصارمة سُئل عن معاداة السامية: أَواجَهها في نشأته بشيكاغو أم لا؟ فأجاب: «كانت منتشرة لدرجة أن الواحد بقي لا يفكر فيها، بل يتقبلها جزءا طبيعيا من الحياة». كان يعد نفسه يهوديا ورِعا حتى سِن 12، حين بدأ يخشى أن يجبره والداه أن يصبح حاخامًا.
مررت بأعراض انسحاب سريعة جدًّا ثم نبذت هذه العادة... لكن أقول لك شيئًا عن الهوية الدينية... متى يسألني أحد ما ديني، أُجِبْه: يهودي.
كان ألينسكي لاأدريًّا.
في 1930 تخرج بِبكالوريوس فلسفة في جامعة شيكاغو، وتخصص في علم الآثار الذي افتتن به. كان يخطط ليصبح أثريًّا محترفًا، لكن الكساد الاقتصادي في تلك الفترة غيّر له خططه. وقال لاحقًا إن «الطلب على الأثريين كان كالطلب على الحناطير، وكل من كانوا يموّلون السفريّات الميدانية صاروا حينئذ مَرمِيِّين على أرصفة وول استريت».

## التوظُّف
بعد سنتين من الدراسات العليا في جامعة شيكاغو، قبِل العمل إخصائيًّا في علم الإجرام لصالح ولاية إلينوي، وإلى جانب هذه الوظيفة اشتغل منظِّمًا بدوام جزئي في «مجلس المنظمات الصناعية». في 1939 قل نشاطه في الحركة العمّالية، وزاد في التنظيم المجتمعي العام، بدءًا بحيّ «باك أوف ذا ياردز» في شيكاغو (الذي سوأت سمعتَه روايةُ أبتون سنكلير «الأدغال» التي صدرت في 1906 واصفة ظروف العمل في حي «يونيون استوك ياردز») وغيره من المناطق الفقيرة في شيكاغو الجنوبية. حظت مساعيه إلى «تحويل السخط الصامت المتفرق إلى احتجاج موحد» بإعجاب حاكم إلينوي أدلاي ستيفنسون، الذي قال إن أهداف ألينسكي «تعكس مُثُلنا عن الأخوّة والتسامح والإحسان وكرامة الفرد».
بعدما نجحت جهوده في مساعدة الأحياء الفقيرة، قضى الأعوام العشرة اللاحقة يكرر عمله التنظيمي عبر أمريكا كلها، «من مدينة كانساس وديترويت، إلى أحياء كاليفورنيا الجنوبية». وفي 1950 وجه انتباهه إلى أحياء السود في شيكاغو، فأحنقت أعماله العمدة ريتشارد دايلي، لكنه أقر مع ذلك بأن «ألينسكي يحب شيكاغو كما أحبها». سافر إلى كاليفورنيا بطلب من مشيخية منطقة خليج سان فرانسيسكو، للمساعدة على تنظيم أحياء السود في أوكلاند. اطّلع مجلس مدينة أوكلاند على خططه، «ففزع منها، وأصدر من فوره قرارًا بحظر وجوده في المدينة».

## التنظيم المجتمعي والسياسة
بينما ينظم ألينسكي حي وُدلون، أسس «مؤسسة المناطق الصناعية» التي أخذت تدرب المنظِّمين وساعدت على تأسيس منظمات مجتمعية في جميع أنحاء الولايات المتحدة.
في قواعد للراديكاليين (كتابه الأخير المنشور في 1971، قبل عام واحد من موته) كتب في آخر اعترافاته الشخصية:
لكيلا ننسى تقدير أول راديكالي: في كل خرافاتنا وأساطيرنا وتاريخنا -ومن يدري الحد الفاصل بين الأسطورة والتاريخ أو يستطيع التفريق بينهما؟!- نجد أول الراديكاليين المعروفين الذي تمرد على المؤسسة تمردًا فعالًا إلى حد أنه حاز مملكته الخاصة، إبليس.
في كتابه خاطب جيل راديكاليِّـي الستينيات، مبينًا آراءه في التنظيم الساعي إلى القوة الجماهيرية، فكتب في الفقرة الافتتاحية:
إنما هذا للراغبين في تغيير العالم ونقله مما هو عليه إلى ما يرونه أحرى به. إن «الأمير» كتبه مكيافيلي للمُلّاك للاستمساك بالسلطة. أما «قواعد للراديكاليين» فمكتوب للمعدومين لانتزاع تلك السلطة.
لم ينضم ألينسكي إلى أي حزب سياسي، وعندما سُئل في لقاء له: أفَكَّر قبل في الانضمام إلى الحزب الشيوعي، أجاب:
لا، قط. أنا لم أنضم لأي منظمة، ولا حتى المنظمات التي نظمتها بنفسي. أُجِلُّ استقلالي إجلالًا عظيمًا، ومن الناحية الفلسفية يستحيل أن أقبل أي عقيدة أو أيديولوجية جامدة، المسيحية كانت أم الماركسية. مِن لوازم الحياة ما وصفه القاضي ليرند هاند بقوله: «الشك الداخلي الذي لا يوقف مساءلتك عن صحة ما أنت عليه»، فإن غاب عنك هذا واعتقدتَ أنك على صراط الحق المطلق، أصبحت عقائديًّا لا فكر له ولا حس دعابة. إنّ أعظم جرائم التاريخ ارتكبها أولئك المتعصبون لدين أو سياسة أو عرق، من اضطهادات محاكم التفتيش إلى التطهيرات الشيوعية والإبادة النازية.
لم يكنّ احترامًا كبيرًا للقادة السياسيين السائدين الذين حاولوا آنذاك شق وحدة البيض والسود المتزايدة في سنوات الكساد الكبير. كان يرى أن أمريكا تشهد أصواتًا وقيَمًا جديدة، وأن «الناس بدؤوا يستشهدون بعبارة جون دون: ما الإنسان بجزيرة». لاحَظ أن الشِّدة المؤثرة في كل الطبقات السكانية تدفعهم إلى «الاتحاد لتحسين حيواتهم» واكتشاف مدى كثرة القواسم المشتركة بين كل منهم.
في كلامه ذات مرة عن أسباب اتجاهه إلى التنظيم في مجتمعات السود قال:
كثيرًا ما كان يُعدم الزنوج في الجنوب بلا محاكمات حين بدأت تظهر بوادر معارضتهم، وعُذب كثير ممن عاونوهم من النشطاء العمّاليين ومنظِّمي الحقوق المدنية البيض وأُهينوا بالقطران والريش أو الإخصاء، بل قُتلوا. وأغلب السياسيين الجنوبيين كانوا ضمن «كو كلوكس كلان»، وكانوا يتفاخرون بهذا من دون أي وخز ضمير.
أحيانًا ما كانت تكتيكات ألينسكي غير قويمة، وفي قواعد للراديكاليين قال:
مهمة المنظم أن يراوغ المؤسسة ويرمي لها الطعم، لتهاجمه على الملأ بصفته «عدوًّا خطيرًا». إنّ رد المؤسسة الفوري الهستيري لن يوثِّق أهلية المنظم وكفاءته حسب، وإنما سيستميل الجماهير أيضًا استمالة تلقائية.

## روابط خارجية
- سول ألينسكي على موقع الموسوعة البريطانية (الإنجليزية)
- سول ألينسكي على موقع إن إن دي بي (الإنجليزية)